# Yahoo! Avatars
Yahoo! Avatars foi um serviço do Yahoo! que permitia ao usuário criar uma figura que ele mesmo pode personalizar e utilizar quando estiver interagindo com seus amigos online. Ao mudar o corte de cabelo, as roupas, os acessórios e o cenário, pode criar sua própria e única personalidade.
O Yahoo! Avatars foi desativado em definitivo em Abril de 2013.

## Uso nos produtos do Yahoo!
Os Yahoo! Avatars eram exibidos na lista do Yahoo! Messenger nas versões 6.0 e superiores. Os avatars também podiam ser exibidos nas janelas de mensagens durante uma conversa pelo Messenger. O avatar pode representar seu humor, da mesma forma que você faz com os emoticons no Messenger. Você também pode mostrar o avatar no seu perfil do Yahoo! Games e Yahoo! Respostas..